# قرقف أبو ذقن
قرقف أبو ذقن (الاسم العلمي: Panurus  biarmicus) (بالإنجليزية: Bearded  Reedling)‏ هو طائر ينتمي إلى قرقف أبو ذقن (فصيلة: Panuridae).

## معرض صور

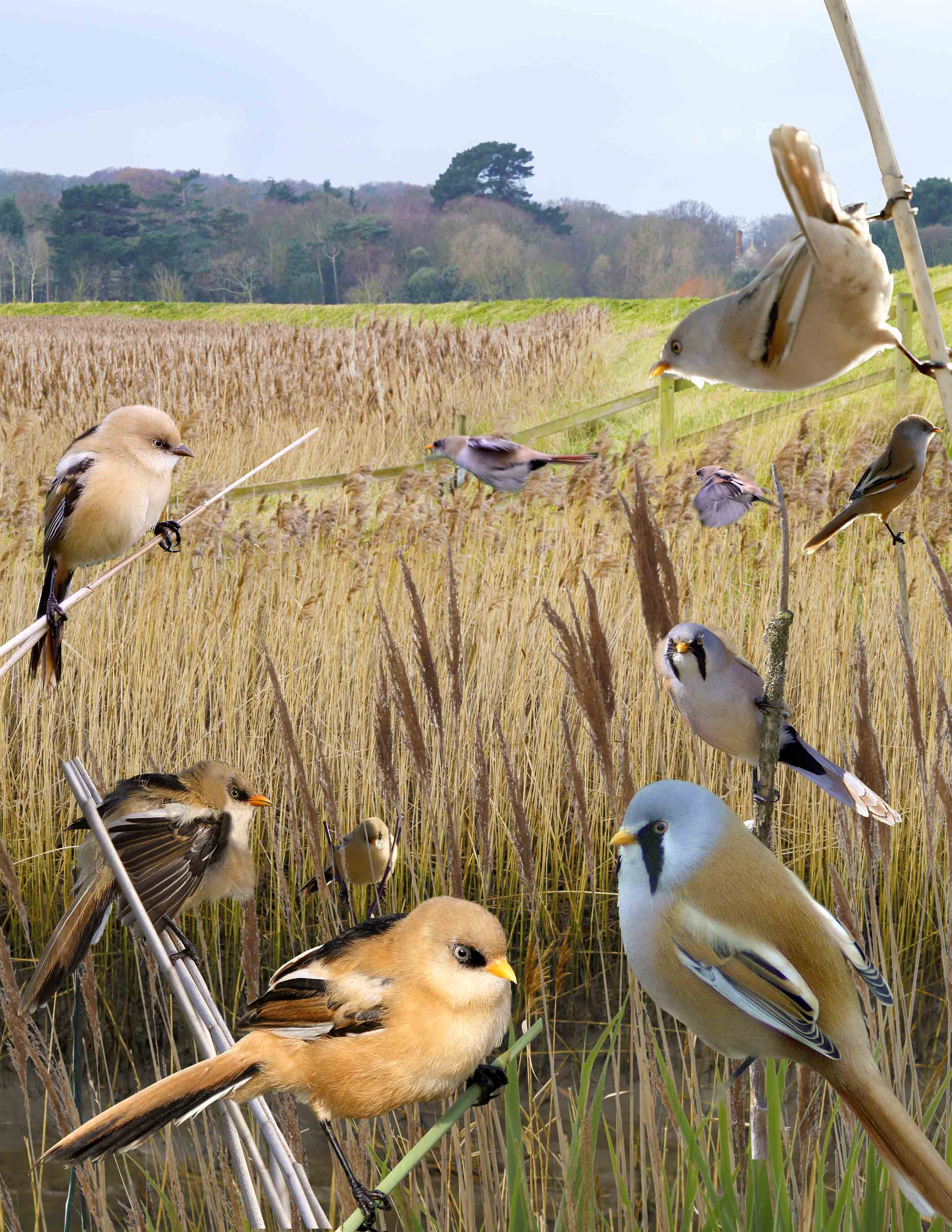
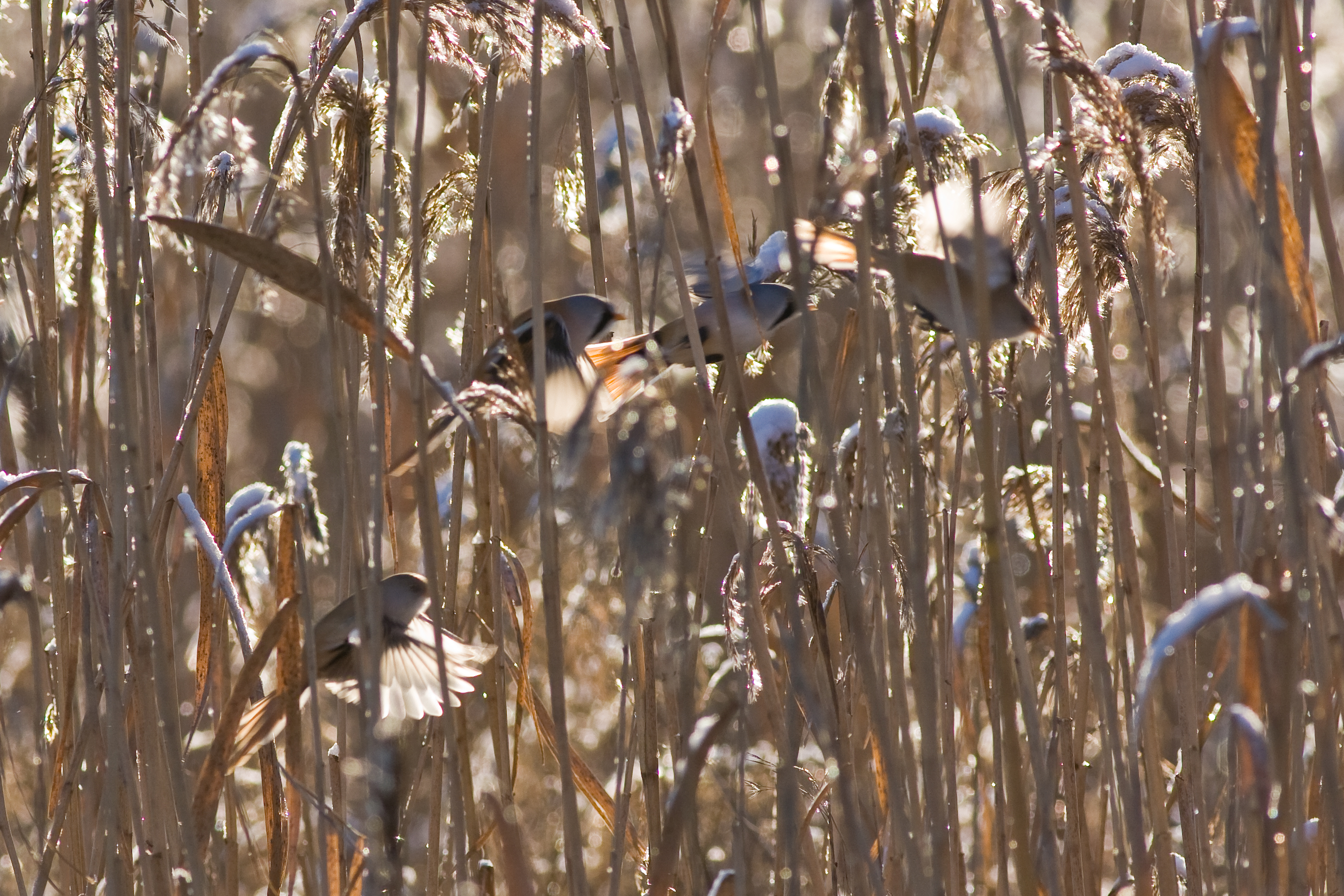
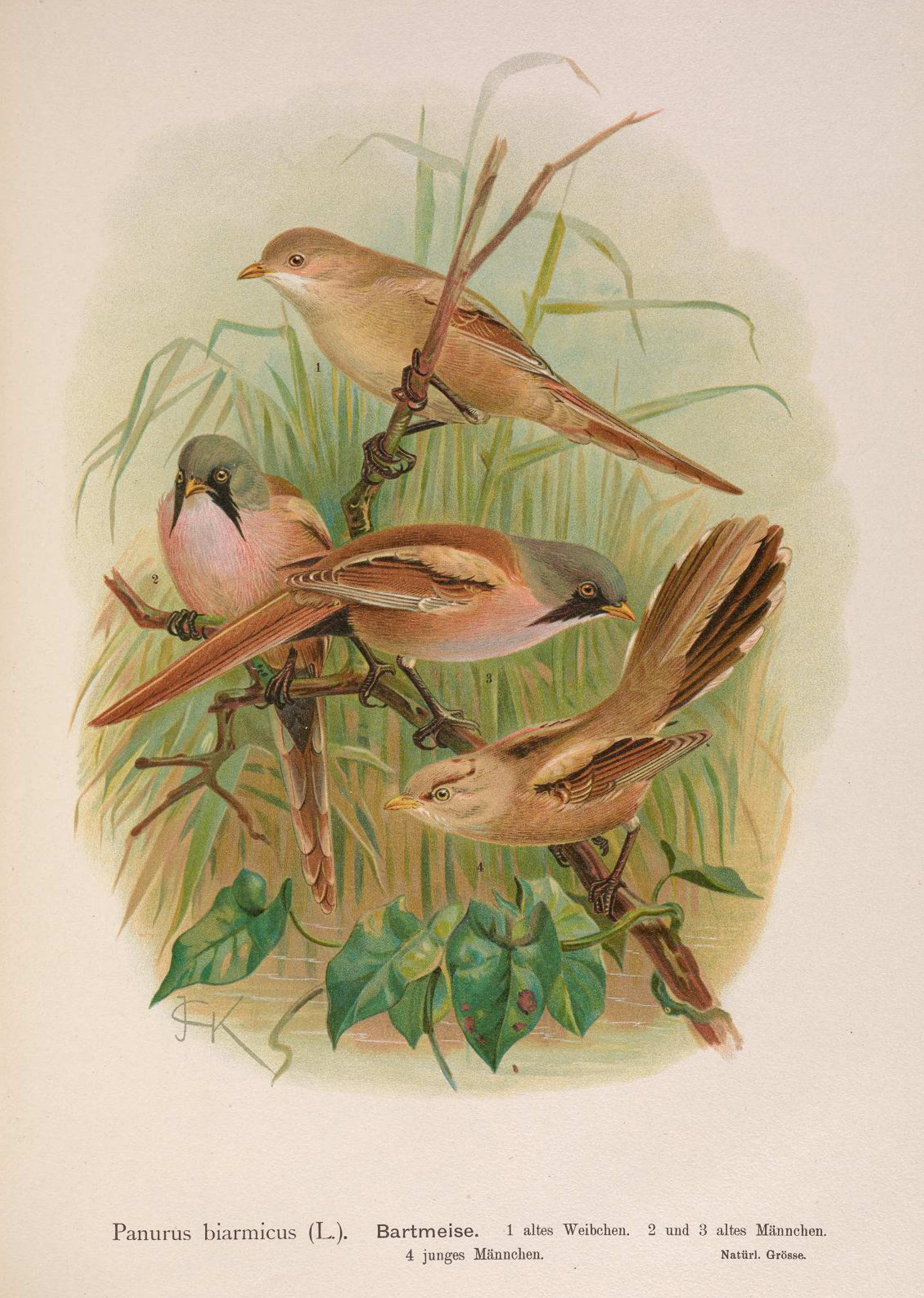
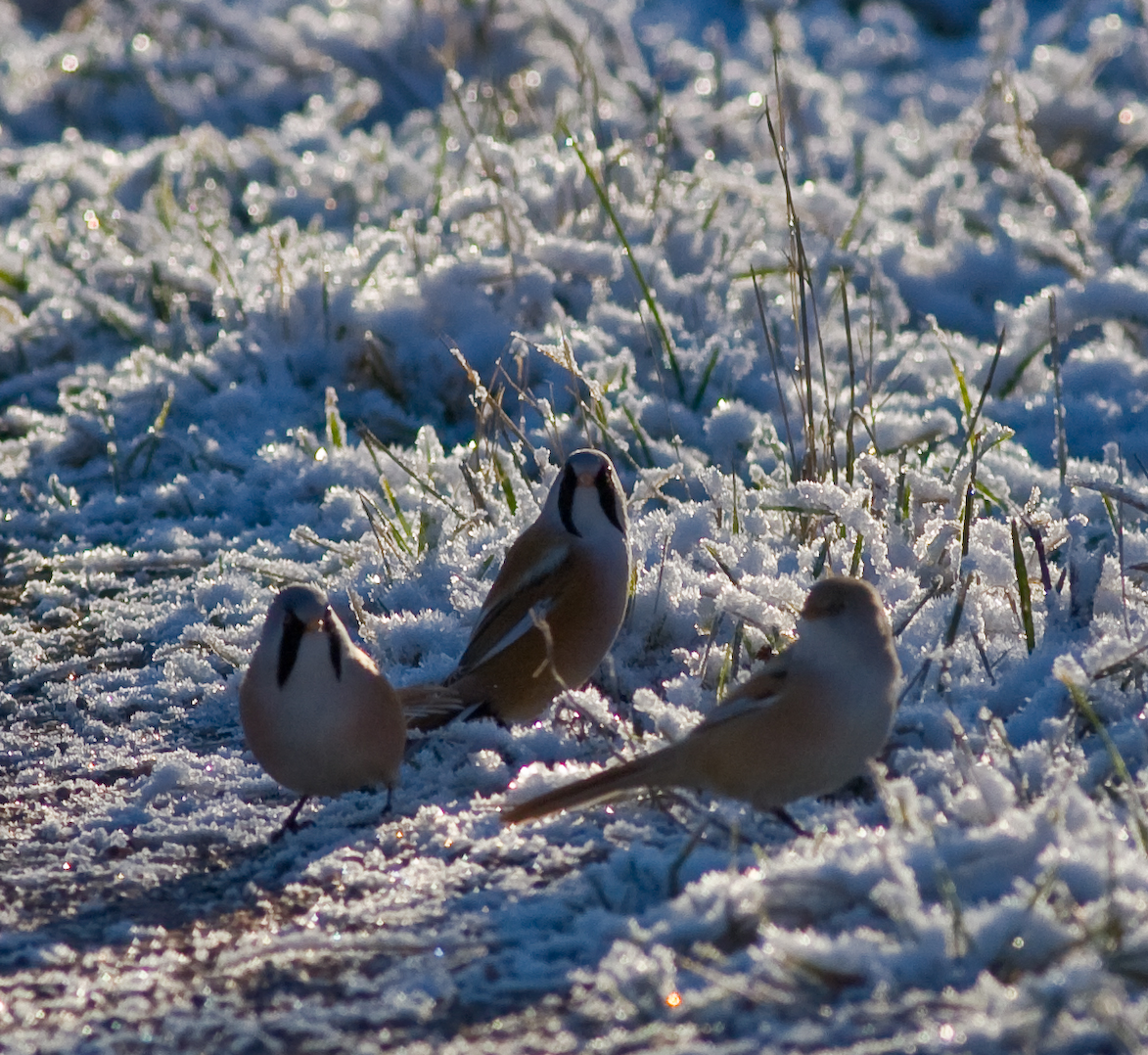
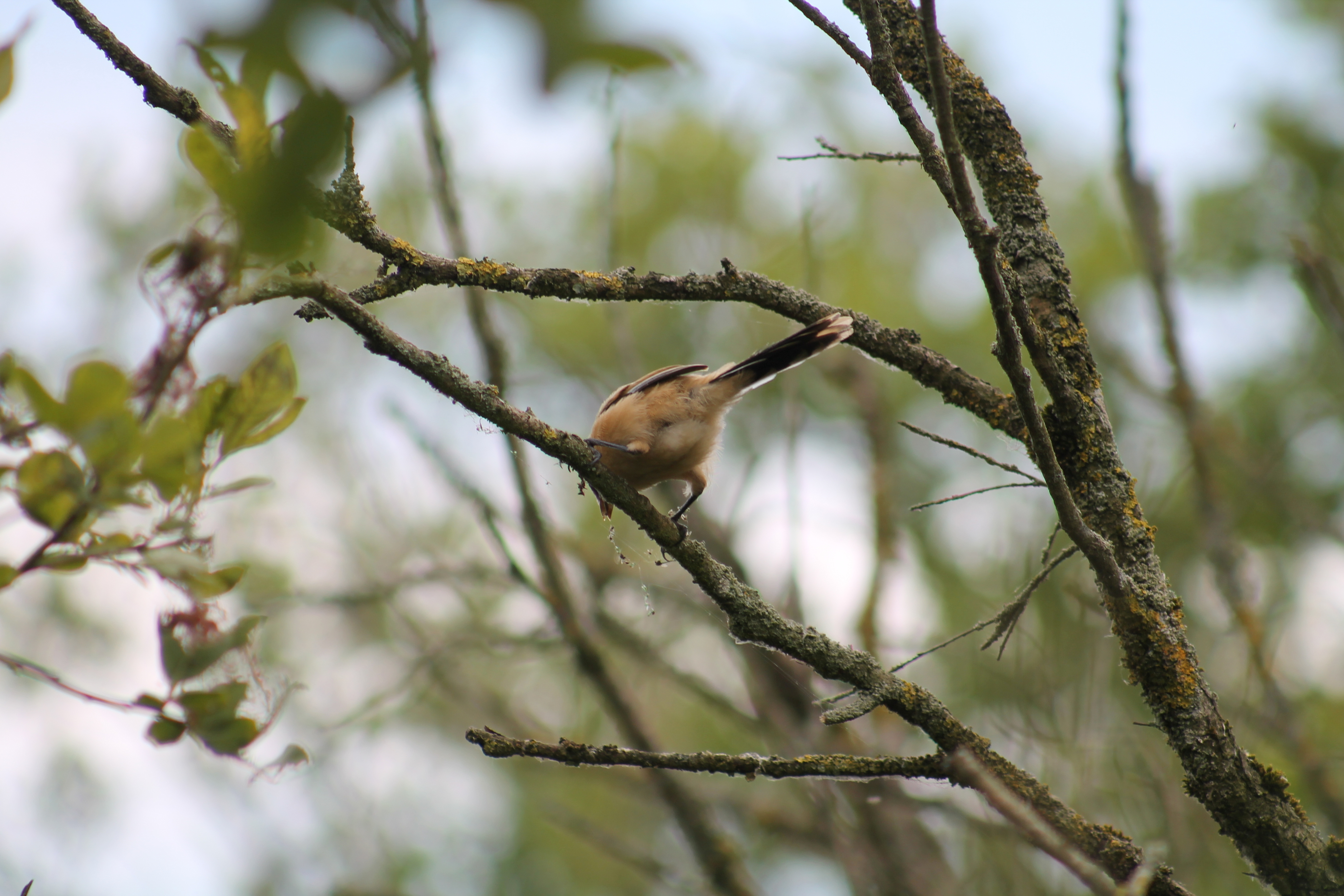
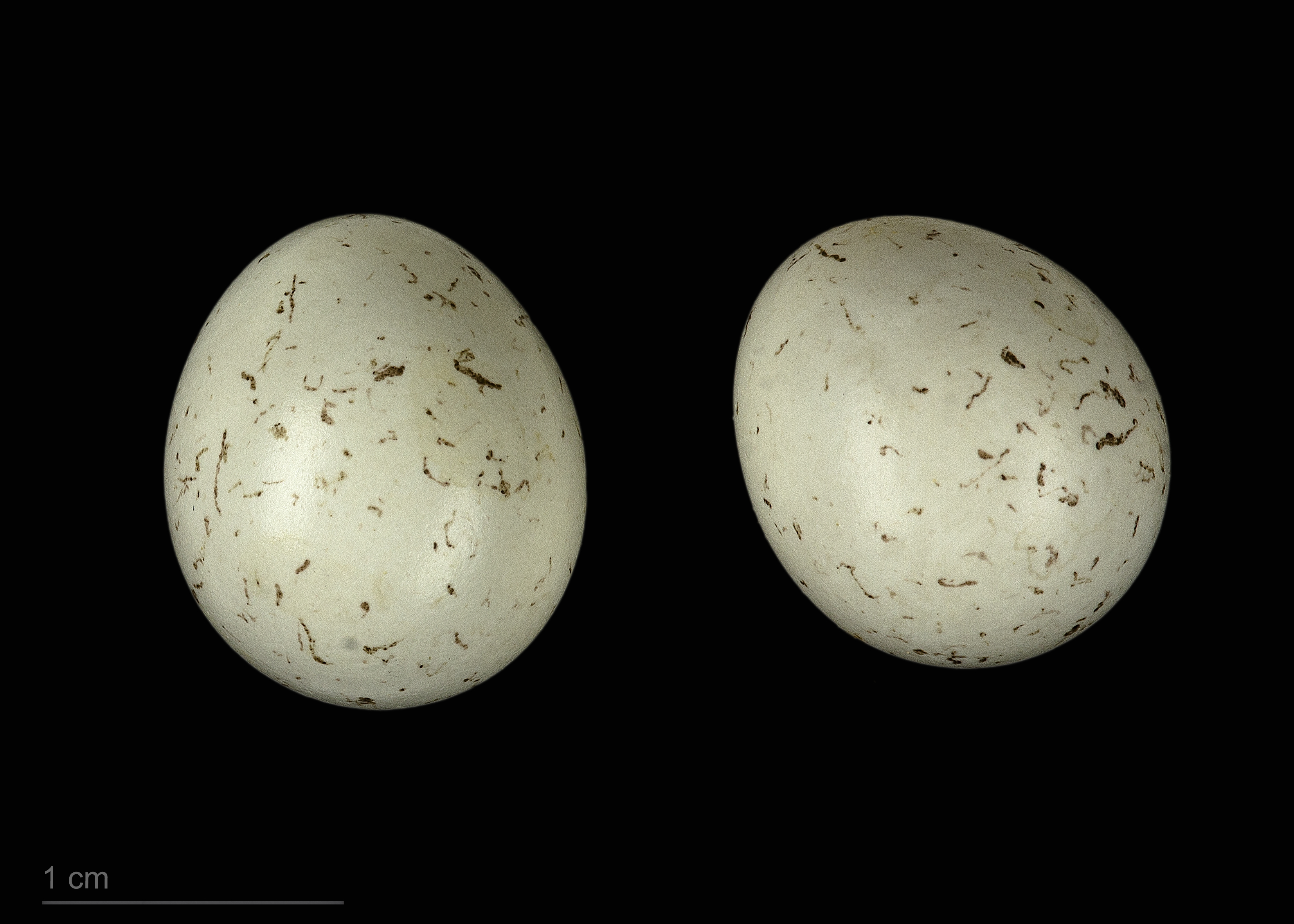
Panurus biarmicus russicus

## روابط خارجية
- Bearded reedling videos, photos & sounds on the Internet Bird Collection
- Song of the Bearded Tit[وصلة مكسورة] (Real Audio soundfile from Sveriges Radio P2)
- Ageing and sexing (PDF; 3.1 MB) by Javier Blasco-Zumeta & Gerd-Michael Heinze